# Oulu (Wisconsin)
Oulu – miasto w Stanach Zjednoczonych, w stanie Wisconsin, w hrabstwie Bayfield.